# 中里雅子
中里 雅子 （なかさと まさこ、1954年8月16日 - ）は、日本のフリーアナウンサー、元テレビ朝日アナウンサー。

## 人物
佐賀県唐津市出身。実家は呉服店。妹がいる。佐賀県立唐津東高等学校を経て、早稲田大学第一文学部文芸専修卒業。大学時代は、放送研究会に所属。
1977年、テレビ朝日（当時：全国朝日放送）にアナウンサーとして入社。
1982年に結婚。
1983年にテレビ朝日を退社。以降はフリーアナウンサー、ナレーターとして活動。

## 過去の出演番組
報道番組
| 期間         | 期間         | 番組名                | 役職                     |
| ------------ | ------------ | --------------------- | ------------------------ |
| 1978年10月   | 1982年9月    | 日曜夕刊!こちらデスク | キャスター               |
| 1982年4月    | 1984年3月    | ANNニュースセブン     | 木・金曜日担当キャスター |
| フリー転身後 | フリー転身後 | JNN報道特集（TBS）    | ナレーター               |

その他
- ワールド'78
- クイズタイムショック（第1期） - 山口崇司会時のアシスタント
- 課外授業 ようこそ先輩（NHK）
- 五木寛之の百寺巡礼（BS朝日）
- ザ・インタビュー
- 映像歳時記
- NNNドキュメント
- 人間ビジョンスペシャル「知床悠久の半島」/「霧の日記〜アリューシャンからの伝言〜」（2001年12月18日/2003年2月16日、北海道テレビ放送制作・テレビ朝日系全国ネット） - ナレーション
- BS Japan チェコ夢建築物語
- 百年名家（BS朝日）
- 映像歳時記 七十二候・旧暦が奏でる日本の美（BS朝日、ナレーション）
- ナスD大冒険TV（テレビ朝日、ABEMA、ナレーション）

## 同期アナウンサー
- 古舘伊知郎（現：フリーアナウンサー・タレント）
- 佐々木正洋（現：フリーアナウンサー）
- 吉澤一彦（現：フリーアナウンサー）
- 渡辺宜嗣（現：フリーアナウンサー）
- 戸谷光照（現：フリーアナウンサー）
- 南美希子（現：フリーアナウンサー）
- 伊福保子（現：小野保子、フリーアナウンサー）
- 宮嶋泰子（現：スポーツ文化ジャーナリスト）